# De Marchi (azienda)
De Marchi Sport è un'azienda italiana produttrice di abbigliamento sportivo ed uno dei più antichi marchi di abbigliamento da ciclismo.

## Storia
La sua data di nascita risale al novembre 1945. Il suo fondatore, Emilio De Marchi era un atleta e manager della squadra di ciclismo professionistico Bottecchia, intitolata a Ottavio Bottecchia.
De Marchi è diventato immediatamente famoso nel mondo del ciclismo per l'impiego di lana merinos per produrre maglie e pantaloncini da ciclismo. È stato anche tra i primi produttori di abbigliamento ciclistico ad introdurre la tecnica della tessitura tubolare che ha permesso la creazione di maglie più comode e l'uso della pelle di daino per i fondelli al posto della pelle di pecora utilizzata all'epoca.
Nel 1991 De Marchi brevettò un fondello tecnologico realizzato completamente in microfibra, anatomico e termoformato, con all'interno un gel in silicone traspirante.
Nel 2000 De Marchi ha brevettato un modello di fondello elastico per uso professionistico, che riduce drasticamente l'irritazione.
L'azienda è tuttora gestita dalla famiglia De Marchi.